# Buprestis aurulenta
Buprestis aurulenta är en skalbaggsart som beskrevs av Carl von Linné 1767. Buprestis aurulenta ingår i släktet Buprestis och familjen praktbaggar. Inga underarter finns listade i Catalogue of Life.